# Apanteles arion
Apanteles arion är en stekelart som beskrevs av Nixon 1965. Apanteles arion ingår i släktet Apanteles och familjen bracksteklar. Inga underarter finns listade i Catalogue of Life.